# Tunku Abdul Majid
Tunku Abdul Majid Idris ibni Almarhum Sultan Mahmud Iskandar Al-Haj (Johor Bahru, 20 luglio 1970) è un principe e dirigente sportivo malese. Sportivo entusiasta, Tunku Majid ha servito in posizioni onorarie in diverse associazioni sportive malesi. È stato presidente dell'Associazione malese del golf  e vicepresidente della Federazione malese dell'hockey. Nel 1992 è stato accusato di aver aggredito un allenatore di hockey. Gli sviluppi della vicenda sono culminati con la spoliazione dell'immunità legale ai membri delle famiglie reali e hanno generato polemiche all'interno degli ambienti pubblici.
È fratellastro dell'attuale sultano di Johor, Ibrahim Iskandar.

## Biografia
Tunku Majid è nato nell'Ospedale Sultana Aminah di Johor Bahru il 20 luglio 1920 ed è il secondo figlio maschio del sultano Iskandar. Sua madre è Tunku Puan Zanariah. In gioventù ha studiato al Collegio inglese di Johor Bahru prima di proseguire gli studi al MENLO College di Palo Alto. Dal 1980, Tunku Majid ha preso parte a tornei sportivi giovanili internazionali. Eccelleva in particolare nell'hockey e nel golf. Nel 1989, qualche tempo dopo la morte dello zio Tunku Abdul Rahman, il padre gli concesse il titolo di Tunku Bendahara.

## Vita personale
Il 13 gennaio 2005, presso l'Istana Besar di Johor Bahru, ha spostato Tunku Teh Mazni Binti Tunku Yusuf, appartenente alle famiglie reali di Kedah e Kelantan. Il padre di Tunku Teh è il figlio del Tunku Temenggong di Kedah, Tunku Muhammad Jiwa ibni Sultan Abdul Hamid. Sua madre, Tengku Embon Suria, è la figlia del Tengku Sri Pekerma Diraja di Kelantan, Tengku Abdul Majid ibni Tengku Besar Tuan Yusof. Dall'unione sono nati un figlio, Tunku Mahmood Iskandar, che Tunku Majid con affetto ha chiamato come il padre, e una figlia, Tunku Aisha Menjalara Iskandar.

## Contributi sociali
L'interesse di Tunku Majid nel settore dello sport gli ha valso la nomina a presidente dell'Associazione malese del golf  e vicepresidente della Federazione malese dell'hockey. Durante il suo mandato a titolo onorifico di queste associazioni sportive nazionali è stato notato per i suoi contributi nel campo sportivo a livello nazionale. Nel 2008, ha proposto la formazione di una fondazione golfistica a livello di ASEAN. I presidenti dei club di golf dei paesi dell'ASEAN si alternano nel servire come segretari generali. È stato anche notato per i suoi contributi allo sviluppo delle squadre di hockey e golf nazionali. Alla fine del 2008, una crisi interna nella gestione di queste associazioni sportive ha provocato la rimozione del principe dai suoi incarichi.

## Controversie

### Incidente Gomez
Nel 1992 è stato accusato di aver aggredito un allenatore di hockey. Gli sviluppi della vicenda sono culminati con la spoliazione dell'immunità legale ai membri delle famiglie reali L'incidente, avvenuto il 10 luglio 1992, si è verificato durante una partita di hockey contro il Perak. Tunku Abdul Majid, che era con i giocatori, a quanto pare era irritato dal fatto che la squadra di hockey del Perak avesse vinto la partita con un tiro di rigore. Successivamente ha aggredito e picchiato l'allenatore avversario Mohamed Jaafar Vello (noto anche come Jaafar Selvaraj). A seguito dell'incidente, Jaafar ha sporto denuncia alla polizia. Successivamente, gli organi di stampa hanno dedicato una serie di editoriali all'incidente  e la Federazione malese dell'hockey, spinta dall'opinione pubblica a prendere provvedimenti, ha emesso nei confronti del principe un divieto di cinque anni di partecipare a qualsiasi torneo nazionale di hockey.
Il sultano Iskandar, a quanto pare infuriato per la decisione, ha emesso un editto per fare pressione sul Dipartimento dell'educazione del Johor per imporre alle squadre di hockey del sultanato di boicottare le partite e i tornei nazionali. Nel novembre del 1992, Douglas Gomez, allenatore della squadra di hockey su prato Maktab Sultan Abu Bakar, ha espresso il suo dispiacere per l'essere stato costretto a ritirarsi da una semifinale. Il sovrano, prendendo le osservazioni di Gomez come un'offesa, gli ha ordinato di presentarsi all'Istana Bukit Serene dove lo ha rimproverato e aggredito fisicamente. L'incidente ha innescato un braccio di ferro tra il governo federale e i membri della famiglia reale dopo che l'esecutivo ha proposto di riesaminare l'immunità legale dei regnanti.
Tunku Abdul Majid è andato sotto processo per aver causato lesioni volontarie e non si è dichiarato colpevole. Il processo, cominciato nel gennaio del 1993, ha formalizzato le accuse e lo ha reso passibile di una pena detentiva e di una multa, anche se nessuna sanzione effettiva è stata poi applicata  a seguito di un perdono ufficiale concesso dal sultano Iskandar.
Dopo questo fatto la Costituzione è stata modificata e oggi permette il perseguimento dei regnanti resesi colpevoli di illeciti penali. È stata inoltre modificata la legge sulla sedizione del 1948 per consentire la critica pubblica dei governanti e creato un tribunale speciale, presieduto dal Lord Presidente del Tribunale federale, per poter perseguire i regnanti e i membri delle famiglie reali.

### Crisi dell'Associazione malese del golf
Nel novembre del 2008 i membri dell'Associazione malese del golf hanno avanzato accuse nei confronti del principe per l'uso eccessivo e non etico dei fondi dell'Associazione. Un membro eletto del comitato, Abdul Majid Md Yusoff, ha detto che Tunku Abdul Majid ha risposto con forza alle sue affermazioni. Poco prima si era tenuta un'assemblea straordinaria per decidere il destino di Tunku Abdul Majid. Quest'ultimo ha affermato che la sua rimozione era contraria agli statuti dell'associazione e che sarebbe dovuto rimanere in carica fino alla scadenza naturale del mandato l'anno successivo. Ha anche detto che non si sarebbe ricandidato alla presidenza e che avrebbe boicottato l'incontro, dopo aver chiesto il parere legale di un avvocato.
I delegati hanno votato a favore della rimozione di Tunku Abdul Majid dalla carica presidente. La decisione è stata presa con 129 voti a favore e 33 contrari. Tuttavia, diverse ambiguità tecniche hanno messo in discussione la legittimità della riunione. Dubbi sono stati espressi anche dall'ex presidente Thomas Lee e dal vicepresidente Zain Yusof. In seguito una delegazione ha affermato di considerare il principe ancora presidente dell'Associazione affermando che la sua rimozione era contraria agli statuti.
Con una mossa a sorpresa, i delegati hanno rapidamente eletto il vicepresidente Robin Loh alla massima carica in sostituzione di Tunku Abdul Majid.